# Султанија Гулбахар Хатун
Гулбахар-хатун (османски турски: کل بهار خاتون; 1450 - 1505), била је супруга султана Бајазита II и мајка султана Селима Iи баба султана Сулејмана Величанственог, владара Османског царства.

## Имена
Једна од најстаријих референци Cenabî History даје јој име Ајше-хатун. Према речима Сичил-и Османија, њено име је Гулбахар Хатун, док је историчар Алдерсон назива и Ајше Хатун.
== Порекло 
```
Теорије о њеном пореклу су:
```

- Османски натпис (вакфија) описује је као Хатун бинти Абд-ус-Самед (Кћи Абд-ус-Самеда),[3] што подупире становиште да је била немуслиманка која је касније прешла у ислам. Абд-ус-Самед, што значи Слуга Божји, примењивало се на многе хришћане са Балкана и Анадолије који су прешли у ислам у класичном османском периоду.

Горе описано порекло такође је описано и за Емине Гулбахар Хатун, супругу Мехмеда Освајача, мајку султана Бајазита II и баку султана Селима I. Доле описано порекло је најприхватљивије порекло Гулбахар Хатун.
- Према овом пореклу, била је ћерка Алаудевлеа Бозкурт-бега, једанаестог владара Дулкадирида са средиштем око Елбистана у Кахраманмарасу. Њено право име је било Ајше[3] и преименовано је у Гулбахар након венчања.[4][5]

Према другом становишту, она је била понтска Гркиња из села Вајвара (јужно од манастира Сумела), у округу Мачка. Чакир Шевкет, хроничар Трабзона,  објашњава њено порекло: „Девојка је пореклом Гркиња, и зато је у свом маузолеју описана као грчка принцеза. Речено је да ју је Фатих одвео и венчао са султаном Бајазитом, а била је ћерка хришћанског човека у селу Вајвара.“ Година смрти написана у последњим редовима је 911. по Хиџри (1505). Неџдет Сакаоглу пише: "На овом епиграфу од шест стихова нема исламских жеља или молитви, који су написани на персијском, а не на арапском језику. Спомиње се да је особа која лежи у маузолеју грчка принцеза (Бану-и Рум)."

## Живот
У Бајазитов харем је ушла 1465. године у Амасији. Када је Бајазит још био шехзаде („османски принц“) и намесник Амасије, она је родила Селима I 1470. године. Када је Мехмед Освајач умро 1481. године, Бајазит се преселио у Цариград, главни град Османског царства, заједно са његовом породицом.
Према турској традицији, од свих принчева се очекивало да раде као провинцијски управници (Санџак-бег) као део своје обуке. Мајке принчева биле су одговорне за правилно понашање својих синова на својим провинцијским положајима. 1495. послан је у Трабзон санџак, а затим 1511. у Самандиру, а Гулбахар га је пратила.
Међутим, она сама никада није постала призната као валиде султанија, јер је умрла 1505. пре Селимовог ступања на престо. Њен гроб се налази у џамији Гулбахар Хатун, у Трабзону. Изграђена је 1514. године, од стране Селима у част његове мајке, а обновљена је 1885. године. Поред Селима, имала је и две ћерке: Илалди и Хумашах.